# Gérard Gropaiz
Gérard Gropaiz   (5è districte de París, 1 d'agost de 1943 - Les Mureaux, 6 d'octubre de 2012) fou un nedador francès, especialista en estil lliure, que va competir durant la dècada de 1960.
El 1960 va prendre part en els Jocs Olímpics d'Estiu de Roma, on va disputar dues proves del programa de natació. En ambdues quedà eliminat en sèries. Quatre anys més tard, als Jocs de Tòquio, va disputar dues proves del programa de natació. Novament quedà eliminat en sèries.
En el seu palmarès destaquen una medalla d'or i una de plata al Campionat d'Europa de natació de 1962 i una d'or als Jocs de l'Amistat de 1963.